# Lord Spynie
Lord Spynie war ein erblicher britischer Adelstitel in der Peerage of Scotland.

## Verleihung und Geschichte des Titels
Der Titel wurde am 4. November 1590 von König Jakob VI. an Sir Alexander Lindsay verliehen. Der König hatte diesen bereits am 29. Juli 1587 mit dem namensgebenden Spynie Palace am Loch Spynie in Moray belehnt. Er war ein jüngerer Sohn des David Lindsay, 10. Earl of Crawford aus dem Clan Lindsay.
Der Titel ruht seit dem Tod seines Enkels, des 3. Lords, im Januar 1671.

## Liste der Lords Spynie (1590)
- Alexander Lindsay, 1. Lord Spynie († 1607)
- Alexander Lindsay, 2. Lord Spynie († 1646)
- George Lindsay, 3. Lord Spynie († 1671)